# Strontiumacetat
Strontiumacetat ist das Strontiumsalz der Essigsäure mit der Konstitutionsformel Sr(CH3COO)2.

## Herstellung
Strontiumacetat kann durch Reaktion von Strontiumcarbonat oder Strontiumhydroxid mit Essigsäure dargestellt werden.
{\displaystyle \mathrm {SrCO_{3}+2\ CH_{3}COOH\rightarrow Sr(CH_{3}COO)_{2}+H_{2}O+CO_{2}\uparrow } }
{\displaystyle \mathrm {Sr(OH)_{2}+2\ CH_{3}COOH\rightarrow Sr(CH_{3}COO)_{2}+2\ H_{2}O} }

## Eigenschaften
Strontiumacetat kristallisiert in der Kälte als Tetrahydrat, bei Raumtemperatur als Hemihydrat.
Strontiumacetat zersetzt sich bei ca. 380 °C unter Bildung von Strontiumcarbonat.